# Muenster (Canada)
Muenster è un villaggio del Canada, situato nella provincia del Saskatchewan, nella divisione No. 15.
Nel 1903 i benedettini dell'abbazia di Collegeville vi fondarono un monastero di Saint Peter per l'apostolato tra gli immigrati cattolici tedeschi che vivevano nel territorio. Nel 1921 Saint Peter fu elevata alla dignità di abbazia territoriale.
| Controllo di autorità | VIAF (EN) 133942796 · LCCN (EN) nb2004301195 · J9U (EN, HE) 987007469848305171 |